# Бабуганская пещера
Бабуганская пещера (КН 403-5) — карстовая полость вертикального типа (шахта) в Горно-Крымской карстовой области в пределах Бабуган-яйлы.

## География
Бабуганская пещера расположена в 300 м на северо-восток от горы Зейтин-Кош (1537 м). Пещера расположена в границах Крымского природного заповедника.
Длина — 150 м, глубина — 103 м, площадь — 65 м², объём — 1240 м³, высота над уровнем моря — 1450 м. Образовалась в известняках. В её строении выделяется входной трещинный колодец (глубина 15 м), соединяемый с каскадом внутренних шахт и колодцев. Ходы шахты хорошо промыты талыми водами. Есть гравитационные отложения и отдельные натёчные образования. Пещера завершается узкой щелью. В пещере есть колодцы глубинами 10-40 м.

## Исследования
Открыта московскими спелеологами в 1964 году. Исследована также в 1964 году Комплексной карстовой экспедицией. 